# Antoni Teslar
Antoni Teslar (ur. 26 maja 1898 w Krzeszowicach, zm. 13 września 1972 w Warszawie) – artysta malarz.

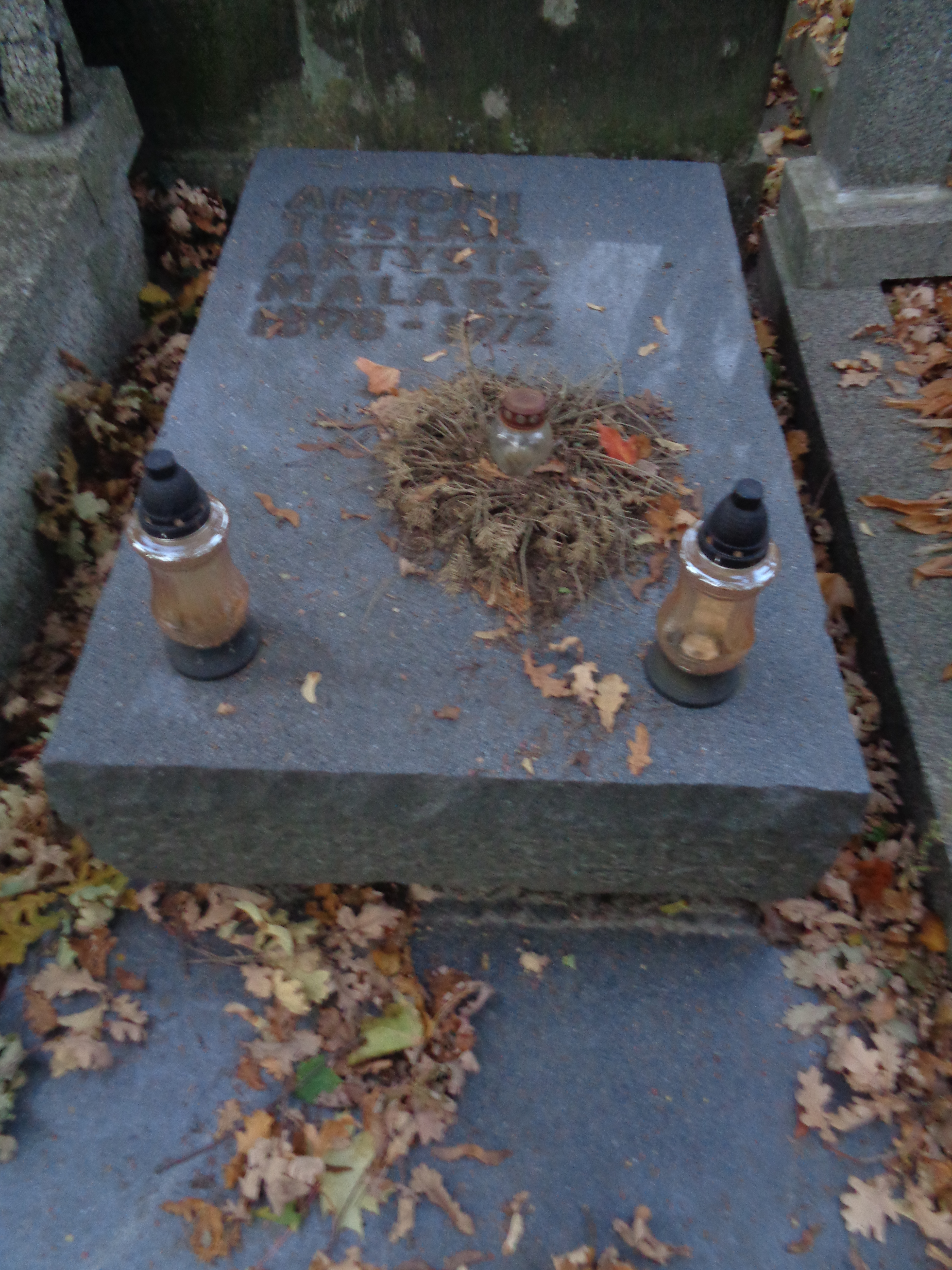
Nagrobek Antoniego Teslara na Cmentarzu Wojskowym na Powązkach

## Życiorys
Urodził się w rodzinie Antoniego i Marii z Jakowlewów. Jego braćmi byli Józef Andrzej, oficer Wojska Polskiego, poeta, tłumacz, publicysta i krytyk sztuki, Aleksander (1899–1982) - malarz i Tadeusz - publicysta polityczny i tłumacz. W 1917 lub 1918 rozpoczął naukę w Szkole Sztuk Pięknych w Warszawie, jednak jej nie ukończył. Był związany z Legionami, gdzie służyli też jego bracia i z sekcją wydawniczą Naczelnego Komitetu Narodowego. W 1921 wykonał obszerny cykl rysunków o tematyce pomorskiej (Grudziądz, Brodnica, Chełmno, Toruń), opublikowanych w formie pocztówek przez Gazetę Grudziądzką. W latach 1921–1925 studiował w Akademii Sztuk Pięknych w Krakowie pod kierunkiem Wojciecha Weissa i Stanisława Kamockiego. W latach 1926–1929 studiował w Paryżu (gdzie przebywali już jego starsi bracia) w Conservatorie national des arts et metiers (Konserwatorium Sztuki Stosowanej) u H. Magny. Uprawiał malarstwo sztalugowe – krajobrazowe, portret i martwą naturę – oraz emalierstwo (brązowy medal w 1928 i srebrny w 1929 na międzynarodowych wystawach biżuterii artystycznej w Paryżu). Lata 1930–1938 spędził w Maroku, gdzie wiele podróżował (także wędrował pieszo), udał się też do Włoch i Hiszpanii. Był twórcą bardzo płodnym: na wystawie paryskiej u Jeana Charpentiera w 1936 eksponował 500 obrazów. W 1939 powrócił do Warszawy, gdzie cały jego dorobek artystyczny uległ zagładzie podczas powstania. Po wojnie tworzył cykle malarskie, poświęcone m.in. tematyce dolnośląskiej i mazurskiej, Fromborkowi, Stefanowi Żeromskiemu, a także nawiązywał do motywów marokańskich. Był członkiem Grupy Zachęta, łączącej twórców programowo  hołdujących realizmowi.
Pochowany na Cmentarzu Wojskowym na Powązkach w Warszawie (kwatera C19-2-2).

## Ordery i odznaczenia
- Złoty Krzyż Zasługi (22 lipca 1953)[2]